# Mantenimiento de la Iglesia de Inglaterra
El mantenimiento de la Iglesia de Inglaterra (en inglés: “Antidisestablishmentarianism”) es una posición que propone que una Iglesia estatal (la “iglesia establecida”) siga recibiendo el patrocinio del gobierno, en lugar de ser desestabilizada. 
En la Gran Bretaña del siglo XIX, se desarrolló como movimiento político de oposición al movimiento de desinstitucionalización de la Iglesia de Inglaterra, en los esfuerzos del Partido Liberal por restablecer o eliminar la Iglesia de Inglaterra como iglesia oficial del estado de Inglaterra, Irlanda y Gales. El Estatuto de Iglesia se mantuvo en Inglaterra, pero la Iglesia Anglicana se desestabilizó en Irlanda en 1871. En Gales, en 1920  cuatro iglesias de las diócesis de Inglaterra se desestabilizaron y se convirtieron en la Iglesia de Galles. Los nacionalistas cristianos han favorecido la posición del mantenimiento de la Iglesia de Inglaterra. El término inglés “Antidisestablishmentarianism” se considera como una de las palabras no científicas más largas del idioma inglés, amén de la palabra “floccinaucinihilipilification”

## Historia
La cuestión de la privación de reconocimiento oficial de la Iglesia de Inglaterra es un problema constante, a menudo vinculado con la posición de la monarquía del Reino Unido como “Gobernador Supremo” de la Iglesia (véase Acto de Establecimiento 1701).
El filósofo británico Philipp Blond, defensor del mantenimiento de la Iglesia de Inglaterra, sostiene que el hecho de que Inglaterra tenga una iglesia estatal, ha impedido que el país adoptara cualquier tipo de nacionalismo étnico o racial. Blond ha declarado que el patrocinio oficial de la Iglesia de Inglaterra ha permitido al país resistir y denunciar las ideologías totalitarias del siglo XX que estaban asolando otras partes del mundo. Además opina que " Así como necesitamos que la iglesia proteja a los políticos, necesitamos proteger la idea de la sociedad civil " . Blond llega a la conclusión de que " la fundación de la iglesia en Inglaterra crea una vida política y social más diversa, impide el extremismo religioso y contribuye a minimizar los conflictos partidistas y la violencia secular. 
Giles Coren, un escritor británico, apoya la corriente del mantenimiento de la Iglesia de Inglaterra  porque permite a toda la población inglesa recibir ritos significativos como el matrimonio. 
En abril de 2014, Nick Clegg, entonces Viceprimer Ministro del Reino Unido y líder de los demócratas liberales, dijo que consideraba que la Iglesia de Inglaterra y el Gobierno británico deberían ser separados “a la larga”. David Cameron, primer ministro del Reino Unido en ese entonces, respondió a las observaciones de Clegg, afirmando que la posición era " una idea liberal a largo plazo, pero no conservadora”, y añadió que consideraba beneficiosa la existencia de una iglesia establecida. En 1997, el profesor Jed Rubenfeld, de la Facultad de Derecho de Yale, mencionó el mantenimiento de la Iglesia de Inglaterra en un debate de que la Ley de Restauración de la Libertad Religiosa de 1993 (en inglés: “Religious Freedom Restauration Act” o RFRA) en los Estados Unidos era inconstitucional.

## Longitud de la palabra
La palabra inglés “Antidistestablishmentarism” es notable por su longitud poco habitual de 28 letras y 12 sílabas (an-ti-dis-es-tab-lish-ment-ar-i-an-is-m), y es una de las palabras más largas en inglés. Sin embargo, no está registrada en Merriam Webster en inglés estadounidense.